# Partido Operário Socialista do Luxemburgo
O Partido Operário Socialista do Luxemburgo (em luxemburguês: Létzebuerger Sozialistesch Aarbechterpartei; em francês: Parti ouvrier socialiste luxembourgeois; em alemão: Luxemburger Sozialistische Arbeiterpartei), é um partido político social-democrata e pró-europeísmo de Luxemburgo. Adotou seu nome atual em 1945, sendo descendente do Partido dos Trabalhadores do Luxemburgo, criado em 5 de julho de 1902.
O partido é próximo da Confederação dos Sindicatos Independentes, o maior centro sindical do país, mas não tem ligações formais. É particularmente forte no sul do país. É afiliado com a Internacional Socialista, a Aliança Progressista e o Partido dos Socialistas Europeus.

## Resultados eleitorais

### Eleições legislativas
| Data | CI. | Votos     | %            | +/-  | Deputados | +/-     | Status   |
| ---- | --- | --------- | ------------ | ---- | --------- | ------- | -------- |
| 1945 | 2.º | 569 025   | 23,4 / 100,0 |      | 11 / 51   |         | Governo  |
| 1948 | 1.º | 481 755   | 37,8 / 100,0 | 14,4 | 15 / 51   | 4       | Governo  |
| 1951 | 2.º | 372 177   | 33,8 / 100,0 | 4,0  | 19 / 52   | 4       | Governo  |
| 1954 | 2.º | 831 836   | 32,8 / 100,0 | 1,0  | 17 / 52   | 2       | Governo  |
| 1959 | 2.º | 848 523   | 33,0 / 100,0 | 0,2  | 17 / 52   | Estável | Governo  |
| 1964 | 1.º | 999 843   | 35,9 / 100,0 | 2,9  | 21 / 56   | 4       | Governo  |
| 1968 | 2.º | 837 555   | 31,0 / 100,0 | 4,9  | 18 / 56   | 3       | Oposição |
| 1974 | 2.º | 875 881   | 27,0 / 100,0 | 4,0  | 17 / 59   | 1       | Governo  |
| 1979 | 2.º | 787 863   | 22,5 / 100,0 | 4,5  | 14 / 59   | 3       | Oposição |
| 1984 | 2.º | 1 104 740 | 31,8 / 100,0 | 9,3  | 21 / 64   | 7       | Governo  |
| 1989 | 2.º | 840 094   | 26,2 / 100,0 | 5,3  | 18 / 60   | 3       | Governo  |
| 1994 | 2.º | 797 450   | 25,4 / 100,0 | 0,8  | 17 / 60   | 1       | Governo  |
| 1999 | 2.º | 695 718   | 22,3 / 100,0 | 3,1  | 13 / 60   | 4       | Oposição |
| 2004 | 2.º | 784 048   | 23,4 / 100,0 | 1,1  | 14 / 60   | 1       | Governo  |
| 2009 | 2.º | 695 830   | 21,6 / 100,0 | 1,8  | 13 / 60   | 1       | Governo  |
| 2013 | 2.º | 664 586   | 20,3 / 100,0 | 1,3  | 13 / 60   | Estável | Governo  |
| 2018 | 2.º | 621 332   | 17,6 / 100,0 | 2,7  | 10 / 60   | 3       | Governo  |
| 2023 | 2.º | 39.349    | 18,1 / 100,0 | 0,5  | 11 / 60   | 1       | Oposição |

### Eleições europeias
| Data | CI. | Votos   | %            | +/- | Deputados | +/-     |
| ---- | --- | ------- | ------------ | --- | --------- | ------- |
| 1979 | 3.º | 211 106 | 21,6 / 100,0 |     | 1 / 6     |         |
| 1984 | 2.º | 296 382 | 29,9 / 100,0 | 8,3 | 2 / 6     | 1       |
| 1989 | 2.º | 252 920 | 25,5 / 100,0 | 4,4 | 2 / 6     | Estável |
| 1994 | 2.º | 251 500 | 24,8 / 100,0 | 0,7 | 2 / 6     | Estável |
| 1999 | 2.º | 239 048 | 23,6 / 100,0 | 1,2 | 2 / 6     | Estável |
| 2004 | 2.º | 240 484 | 22,1 / 100,0 | 1,5 | 1 / 6     | 1       |
| 2009 | 2.º | 219 349 | 19,5 / 100,0 | 2,6 | 1 / 6     | Estável |
| 2014 | 4.º | 137 504 | 11,7 / 100,0 | 7,8 | 1 / 6     | Estável |
| 2019 | 4.º | 152 900 | 12,2 / 100,0 | 0,5 | 1 / 6     | Estável |